# 内田さやか
内田 さやか（うちだ さやか、1984年10月3日 - ） は、日本の元グラビアアイドル、元レースクイーン。東京都出身。

## 略歴・人物
- 高校の時、学校帰りに自転車に乗って帰宅している所をオフィスエムの社長にスカウトされたのが芸能界入りのきっかけ[1]。以来、グラビアを中心に活躍。同じ事務所の沼尻沙弥香と共にユニット「W-sayaka」としても活動していた（持ち歌に「あいしてた」がある）。
- 2003年、全日本GT選手権（現：SUPER GT）「A&Sレーシングチーム」のレースクイーンに就任。翌2004年はJGTC「K-STADIUMレースクイーン」を務めた。
- 2005年、オフィスエムからハイタイドへ事務所を移籍。同年秋、東京オートサロンのイメージガールユニット「A-class」の2006年度メンバーに選出。東京オートサロンや福岡オートサロンに出演したが、2006年5月に行われた札幌オートサロンへの出演を急病でキャンセルして以降、表舞台に出ることなく芸能界を退いた。
- 2009年8月31日に一般人男性と結婚式を挙げたことを報告。式には沼尻沙弥香も出席した。
- 2010年からベリーダンスを始めて、何度も色々な場所に出演している。
- 2020年1月 TikTokで「おさや」の名前で投稿を開始。
- 2020年6月 TikTokライブ開始。
- 2020年8月 推しマークを大好きなビールとベリーダンスに因んで「🍻👯」とする。
- 2020年10月 ミコライブで「Osaya🍻👯」の名前でライブ配信を開始。
- 2023年3月 TikTok「おさやん🍻👯」、ミコライブ「Osayan🍻👯」に改名。
- 2024年5月 Palmuで「🏖️おちゃや🍻」の名前でライブ配信を開始。
- 趣味は歌うこと、踊ること、喋ること、ポラロイド写真集め、ビールを飲むこと。特技はピアノ。

## 作品

### DVD
- Pansy(2002年、ジーオーティー)
- SAYA SAYANG(2002年、ベガファクトリー)
- さやかの素(2002年、ベガファクトリー)
- W-sayaka 〜あいしてた〜(2003年、イーネット・フロンティア、CD付きは限定版)沼尻沙弥香と共演。
- 週刊ヤングサンデー DVD PREMIUM 内田さやか in 美ら海 美ら島(2003年、ポニーキャニオン)
- 二人のさやか(2003年、ENGEL)沼尻沙弥香と共演。
- Sweet Camera(2003年、つくばテレビ)
- CS日本006ch 「パンチクラブ」スペシャル レースクィーン大水泳大会2003(2003年、バップ)内田さやか含むレースクイーン28名出演。
- 御開帳(2004年、メディアブランド)
- Se-女!2 解体新書 Silky Collection(2004年、イーネット・フロンティア)
- First click！→U(2004年、ぶんか社)

## 出演

### テレビドラマ
- マルサ!!東京国税局査察部(関西テレビ制作フジテレビ系・2003年/4/8〜6/24)第3話[2]
- おとなの夏休み(日本テレビ系・2005年/7/6〜9/7)第5話[3]

### 映画
- 呪霊 THE MOVIE(2003年)Episode1 丸山雅美 役[4]
- 十七歳(2002年)斉藤博子 役[5]

## 書籍

### 写真集
- いっぱいぎゅ!内田さやかファースト写真集（2002年、彩文館出版）
- a vogue（2002年、ワニマガジン社）
- 内田さやか大作戦（2002年、ジーオーティー）DVD付
- 異食同源（2003年、竹書房）
- ura SAYAKA 内田さやか・沼尻沙弥香写真集（2003年、英知出版）沼尻沙弥香と共演。
- 接写 Rendezvous（2003年、ぶんか社）
- 生食（2004年、竹書房）
- Shiny Stocking（2004年、アスコム）